# Thalia-Theater (Bremen)
Das Thalia-Theater war ein von etwa 1908 bis 1939 bestehendes Privattheater in Bremen, Neustadtswall 24 im Stadtteil Neustadt. Es wurde 1907 erbaut und am 16. Mai 1909 als ständiges Theater für die Bremer Neustadt eröffnet.

## Geschichte
Eigentümer und Theaterdirektor war Gevert Flathmann (1873–1937).
Die Leitung des Thalia-Theaters hatte 1909–1910 Emile Evrard. Es wandte sich dabei zunächst als privates Vorstadttheater und Kleinkunstbühne in erster Linie an ein Publikum, das unterhalten werden wollte. Dennoch bot es unter der Leitung von Evrard und in Zusammenarbeit mit dem Lehrer, Theaterkritiker und Generalsekretär des Goethe-Bundes in Bremen, Johannes Wiegand, auch dem modernen Schauspiel eine Bühne. Bereits 1910 allerdings genügte das Thalia-Theater räumlich nicht mehr den Ansprüchen des Publikums und durfte behördlicherseits zunächst nicht mehr als Theater genutzt werden. In direkter Nachbarschaft (Neustadtswall 28) eröffnete daraufhin im August 1910 das Bremer Schauspielhaus, das Wiegand zusammen mit dem habilitierten Literaturwissenschaftler Eduard Ichon geplant und gegründet hatte. Wiegand übernahm dort die künstlerische Leitung, Ichon wurde Regisseur. Evrard verließ das Thalia-Theater und wurde Geschäftsführer beim Bremer Schauspielhaus.
1922 fanden Gastspiele des Hamburger Volkstheater-Ensembles statt.
Neben dem staatlichen Stadttheater (1400 Plätze) und dem privatwirtschaftlich geführten Schauspielhaus (830 Plätze) war das Thalia-Theater um 1925 nach einem Umbau mit 800 Plätzen das drittgrößte Theater in Bremen. Als Besucherorganisation fungierte der Plattdeutsche Verein Neustadt mit 400 Mitgliedern (1937).

## Spielplan (Auswahl)
- 29. Januar 1910: Adolph L’Arronge: Hasemanns Töchter. Volksstück in 4 Akten. Bloch, Berlin 1877.
- 9. August 1910: William Shakespeare: Ende gut, alles gut. (Letzte Aufführung unter der Direktion von Evrard).
- 5. Juni 1917: Gustav Püttjer: Die Rache des Verschmähten. Schauspiel in 5 Akten. Uraufführung.
- 5. Oktober 1934: Ludwig Spannuth-Bodenstedt: Thetje, die Perle der Garnison (Im Krug zum grünen Kranze). Militärschwank in einer Bearbeitung von Fritz Meyerhold mit Musik- und Tanzeinlagen der Ballettgruppe des Theaters.
- 14. August 1936: Guschi op de Glitsch. Beginn der Winterspielzeit 1936/1937.[1]
- 9. Oktober 1936: Fritz Meyerhold: Fischluzi. Bremer Volksstück mit Gesang und Tanz (nach einer Idee von C. Brinkmann, Musik: Eugen Claasen). Uraufführung.[2][3] 100 Aufführungen bis 26. Januar 1937.[4]
- 26. August 1938: Karl Bunje: De Voß in´e Fall. Komödie in 3 Akten[5]